# Нижні Петрівці
Ни́жні Петрі́вці —  село в Україні, у Петровецькій сільській громаді Чернівецького району Чернівецької області.

## Географія
У селі річка Переуца впадає у Малий Серет.

## Історія
Місцевість Нижні Петрівці була частиною з моменту створення історичного регіону Буковина у князівстві Молдови.
Під назвою Петрівці село вперше згадується у грамоті від 11 липня 1610 року.
Після анексії Буковини до Імперії Габсбургів у 1775 році, село Нижні Петрівці стали частиною Герцогства Буковини.
З 28 листопада 1918 року село Нижні Петрівці стало частиною Румунії. 21 липня 1919 року затверджено декрет про зміни назв населених пунктів, згідно з яким село називатиметься «Петреуцій пе Сірет». З часом село почало називатися Нижні Петрівці через те, що розташоване за течією річки Малий Серет у нижній її частині.
Після пакту Молотова - Ріббентропа 1939 року, Північна Буковина була анексована СРСР з 28 червня 1940 року. Після радянської окупації мешканців села спробували перейти до Румунії. За чутками, випущеними НКВС, що можна перетнути кордон з Румунією, 1 квітня 1941 року, велика група людей із кількох сіл у долині Серету: Нижні Петрівці, Верхні Петрівці, Купка, Корчівці, Сучевени, з білим прапором сформували мирну колону з більш ніж 3000 чоловік і попрямували до радянсько-румунського кордону. В місцевості «Варниця», близько 3 км від румунського кордону, радянські прикордонники зробили засідку лісі, розстрілявши їх з кулеметів. Ті, що залишилися в живих, були заарештовані НКВС і після жахливих тортур, їх відвезли на єврейський цвинтар містечку Глибока і кинули живцем у загальну могилу. Згідно зі списками, зробленими пізніше, з Нижніх Петрівців було 17 жертв цієї бійні.
З 24 серпня 1991 року село входить до складу незалежної України.

## Населення
За переписом 1900 року в селі «Петрівці над Серетом» було 932 будинки, проживали 3704 мешканці: 17 липованів, 3341 румунів, 300 німців, 656 поляків та 276 осіб інших національностей.
Відповідно до перепису населення, проведеного 1930 року, населення комуни Нижні Петрівці становило 2771 людина. Більшість жителів були румунами 81,12%, далі поляки 11,91%, євреї 4,00%, угорці 5 осіб, німці 20 осіб, Рутени(українці) 21 особа. За конфесіями більшість жителів були Православні 79,50%, Католики 12,59%, Юдеї 4,00%, Баптисти 3,53%, назвали себе Греко-Католиками 4 особи та Лютеранцями 6 осіб.
Згідно з переписом 1989 року, кількість жителів, які оголосили себе румунами становила 2514, це 93,77% від населення. У селі також мешкали: 134 українці, 18 поляків, 13 росіян, 1 єврей та інші національності.
Перепис 2001 року, більшість населення Нижніх Петрівців говорили румунською 90,22%, розмовляють польською 6,04% та українською 2,73% відповідно.
За даними Державної служби статистики, румунську мову вважають рідною понад 95% жителів Нижніх Петрівців.

## Відомі люди
- Попеску Іван Васильович — український політик.